# محمد السلمان
 محمد السلمان هو مخرج سينمائي سعودي وكاتب سيناريو ومنتج. هو فنان نشط في صناعة الأفلام الناشئة السعودية. وقد عرف بأفلامه القصيرة غير التقليدية.

## السيرة المهنية
- في عام 2014، حصل محمد السلمان على درجة البكالوريوس في الهندسة الكهربائية مع مرتبة الشرف من جامعة الملك فهد للبترول والمعادن جامعة الملك فهد للبترول والمعادن، المملكة العربية السعودية.
- خلال الفترة التي قضاها في الكلية، كان محمد السلمان عضوًا نشطًا في نادي المسرح الجامعي، حيث كان يشارك في العروض العديدة كمثل مسرحية «وللعرض بقية» التي شاركت في مهرجان المسرح الخليجي في الرياض.
- بعد عامين من العمل في الهندسة، حول محمد السلمان مهنتة إلى صناعة الأفلام ليصبح مخرج أفلام بدوام كامل. بدأ كمحرر في مجموعة من الطلاب، والتي أنتجت عدة أفلام وثائقية القصيرة حول الشخصيات المحلية. ثم شارك في كتابة وتحرير العديد من الإعلانات الإبداعية التي تنوعت في المحتوى.
- في عام 2015، أخرج أول فيلم قصير تجريبي «من بين» الذي اختير كـ (فلم الافتتاح) بمهرجان الافلام السعودية، وقد عرض الفيلم في العديد من المهرجانات السينمائية في أوروبا وأمريكا وكندا وحصل على جائزة التميز أحمد خضر في مهرجان الأفلام الأوروبية في باريس.
- في عام 2017، قام بكتابة وإخراج وإنتاج فيلمه «لسان»، الذي فاز بجائزة لجنة التحكيم الخاصة في مهرجان الفيلم السعودي..[1]
- كما عُرض للسلمان فيلمين في شبكة نتفليكس وهم «27 شعبان» و«ستارة»، ضمن مجموعة أفلام تحمل عنوان «6 شبابيك في الصحراء» وتم عرضهم في 190 بلدًا حول العالم.
- واختير فيلمه الروائي الطويل الأول «أغنية الغراب»، للمشاركة في جوائز «الأوسكار» ممثلًا للسينما السعودية، وفي نفس الوقت مشاركة الفيلم بالمسابقة الرسمية لـ«مهرجان البحر الأحمر».[2]

## أفلامه
- فيما بين (2015) - فيلم قصير: شخص يستيقظ عقله في ضباب الحيرة، ما بين القرارات ..الانتماءات ..الطاعة والعصيان.[3][4]
- لسان (2017) - فيلم قصير: فالح شرقي بسيط يعيد تقييم موقفه من عواطفه وإرثه المادي والروحاني عندما يتعامل مع ورطة حيكت له من عالم الماوراء.[5]
- ٢٧ شعبان (2018) - فيلم قصير: عاشقَين سعوديين يلتقيان لأول مرة سنة 2005.[6][7]
- ستارة (2019) - فيلم قصير: مريم تواجه تحديات الحاضر، والماضي خلال أيامها الأولى داخل نطاق عملها.[8]
- أغنية الغراب (2022) - فيلم طويل: تدور أحداث الفيلم حول «ناصر» الفاشل والساذج في نظر والديه، الذي يتردد في إجراء جراحة لاستئصال ورم من دماغه، ويؤجلها لحين تحقيقه إنجازًا كبيرًا، وتتوالى بعدها الأحداث ما بين عمله وبين دخول فتاة غامضة إلى عالمه.[9]